# Taumatavakatangihangakoauauotamateaturipukakapikimaungahoronukupokaivenuakitanatahu
Taumatavakatangihangakoauauotamateaturipukakapikimaungahoronukupokaivenuakitanatahu, uobičajeno kraće zvan Taumata (енгл. Taumata), je breg visok oko 305 , na Novom Zelandu. 
Ime potiče iz na maorskog jezika i postalo je poznato po tome što predstavlja najduži naziv za neko mesto, 85 slova u maurskoj ortografiji. Postoji i duža verzija, od 92 slova, koja se nalazi u Ginisovoj knjizi rekorda: .